# Baia Uglovoj
La baia Uglovoj (in russo Угловой залив?) è un'insenatura situata sulla costa nord-orientale del golfo dell'Amur (compreso a sua volta nel golfo di Pietro il Grande), in Russia. Si affaccia sul mar del Giappone e si estende nel Territorio del Litorale (Circondario federale dell'Estremo Oriente).

## Geografia
La baia Uglovoj si insinua nel continente a nord della penisola di Murav'ëv-Amurskij. L'ingresso alla baia è tra capo Tichij (мыс Тихий) a nord, e capo Klykova (мыс Клыкова) a sud ed è delimitato a nord-ovest dalla penisola De-Friz (полуостров Де-Фриз). La profondità massima è di 3,6 m e non è quindi adatto alla navigazione.
Sulla costa orientale della baia c'è la località di cura Sadgorod e ci sono gli insediamenti di Trudovoe e Ugloboe; verso l'interno la città di Artëm; sulla costa settentrionale il villaggio di Prochladnoe, quello di Zima Južnajae ad ovest, e De-Frinz sulla penisola omonima.